# За что мне это?
«За что мне это?» (исп. ¿Qué he hecho yo para merecer esto?) — фильм испанского режиссёра Педро Альмодовара (1984), главную роль в котором исполнила Кармен Маура.

## Сюжет
Глория, работающая уборщицей в нескольких местах, живёт в тесной квартире с мужем, таксистом Антонио, и двумя сыновьями подросткового возраста. Один из сыновей торгует наркотиками, а другой занимается проституцией, предлагая свои услуги мужчинам. В эту напряжённую атмосферу Антонио, всё ещё не забывший свою давнюю связь с немецкой певицей, решает перевезти свою мать из деревни. Женщина отличается эксцентричным поведением и добавляет ещё больше хаоса в семейную жизнь.
Из-за постоянного стресса и тяжёлой необходимости обеспечивать свою семью Глория начинает употреблять амфетамин, что только усугубляет её эмоциональное состояние.
Соседка Глории по площадке, работающая секс-работницей, оказывает экстравагантные услуги мужчинам. Один из её посетителей, узнав о таланте Антонио по безупречному подделыванию чужого почерка, предлагает ему сделать подделку писем Гитлера для своей новой книги. Однако Антонио твёрдо отказывается. В ответ писатель решает поехать в Германию, чтобы найти певицу, с которой когда-то встречался Антонио, и убедить её вмешаться, чтобы она уговорила таксиста помочь ему с подделками.

## В ролях
- Кармен Маура — Глория
- Анхель де Андрес-Лопес[англ.] — Антонио
- Вероника Форке — Кристаль
- Чус Лампреаве — бабушка
- Гонсало Суарес — Лукас
- Кити Манвер — Хуани

В эпизодах на экране появляются Педро Альмодовар и его брат Агустин.

## Критика
Фильм представляет собой попытку Альмодовара поэкспериментировать с неореализмом середины века. Некоторые ситуации напрямую отсылают к шедевру испаноязычного неореализма — фильму «Забытые». Несмотря на обилие гэгов, жизнь главной героини по сути трагична. К концу фильма она близка к тому, чтобы покончить с собой. Кармен Маура, исполнившая роль Глории, говорит:
Боже мой, как это жестоко! Как могут люди смеяться над таким несчастным персонажем? Эта женщина становится двойной жертвой, потому что у неё тяжёлая жизнь и потому что она вызывает смех у зрителя.
По словам режиссёра, смесь чёрного юмора и подлинной драмы — нечто очень испанское: «Юмор помогает испанцам бороться со всем, что заставляет их страдать, что их беспокоит, со смертью». Персонаж Кармен Мауры для него продолжает галерею образов сильных домохозяек, созданных в кино середины века Анной Маньяни и Софи Лорен: «Они всё время кричат на детей, плохо одеты, растрёпаны». Одиночество главной героини подчеркивается тем, что её снимает камера, помещённая внутри бытовых приборов (приём, нередко используемый в рекламных роликах).
Альмодовар оценивает «За что мне это?» как наиболее социальный из своих фильмов, с самой приглушённой цветовой гаммой, «отражающей унылость и уродство жизни Кармен». Поношенную одежду для главной героини он занял у своих родственников и знакомых: она должна была производить отталкивающее впечатление. Спальный район, где снимался фильм, — «нежилые места, называемые ульями»; как вспоминает режиссёр:
Когда я работал в телефонной компании, я проводил все дни на дороге, окружающей эти постройки, и зрелище несоразмерно гигантского квартала поражало меня, я весь день находился под его впечатлением. Я действительно был счастлив, что смог сделать из этого декорации для своего фильма.
Сюжет этой киноленты переосмыслен в телепроекте Альмодовара «Трейлер для тайных любовников» (1985), где героиню, между прочим, приглашают в кино на фильм «За что мне это?», и на экране не раз мелькает его афиша.